# Haakon I. Norský
Haakon I. (norsky: Håkon Adalsteinsfostre; asi 920–961) řečený Dobrotivý byl norský král v letech 934–961. Byl synem norského krále Haralda I. a Thory Mosterstang.

## Mládí
Harald I. se rozhodl svého nejmladšího syna ochránit před nebezpečím a poslal ho ke dvoru spřáteleného anglického krále Ethelstana. Anglický král Haakona vychovával, což byla součást mírové dohody s Haraldem I. – proto měl Haakon přízvisko Adalsteinfostre. Ethelstan ho také přivedl ke křesťanské víře.
Poté, co zemřel Harald I., byl norským králem prohlášen Erik Krvavá sekyra, Haakon se však rozhodl s ním o moc nad Norskem bojovat.

## Vláda
Po svém příjezdu do Norska si Haakon získal podporu majitelů pozemků, kterým slíbil, že zruší zdanění zavedené jeho otcem. Erik Krvavá sekyra brzy přišel o své přívržence a utekl ze země na Orkneje. O vládu nad Norskem ale usilovali také synové Erika Krvavé sekyry. Haakon je několikrát odrazil, zlom však přišel v roce 961.
Erikovi synové nepozorovaně přistáli u Hordaland a Haakona překvapili v jeho rezidenci v Fitjaru. Haakon byl během bitvy u Fitjaru (Slaget ved Fitjar) smrtelně zraněl, přestože Erikovy syny porazil. Pohřbený je v mohyle Håkonshaugen ve vesnici Seim.
Po Haakonově smrti se vládci Norska stali synové Erika Krvavé sekyry, z nichž nejmocnější byl ten nejstarší z přeživších, Harald II. Mimo západní Norsko však neměli příliš velkou moc.